# Antoine-François Gérard
Antoine-François Gérard (Parigi, 1760 – Parigi, 16 settembre 1843) è stato uno scultore francese, vincitore del Prix de Rome nel 1789.

## Biografia
Ammesso alla Académie royale de peinture et de sculpture, fu allievo di Jean Guillaume Moitte. Nel 1785, ricevette il secondo premio per la scultura (Claude Michallon, primo premio) poi nel 1789, ottenne il primo gran premio di Roma con “Giuseppe va incontro a Giacobbe" davanti a Pierre-Charles Bridan, secondo premio.
Soggiornò a Palazzo Mancini (sede dell'Académie de France à Rome tra il 1789 e il 1793)  e, con gli altri convittori, lasciò precipitosamente la Città Eterna in seguito alle rivolte antifrancesi e all'assassinio di Ugo di Basseville.
Dopo l'avvento del Primo Impero, ricevette diversi ordini dallo Stato e partecipò alla decorazione dei grandi monumenti di Parigi, progettati in quel periodo.
Nel 1815 fu ammesso alla Società degli Amici delle Arti.
Dopo aver terminato la sua opera nel 1830 per l'Arco di Trionfo, si dedicò esclusivamente alla produzione di stampe, passione che non lo aveva mai abbandonato.

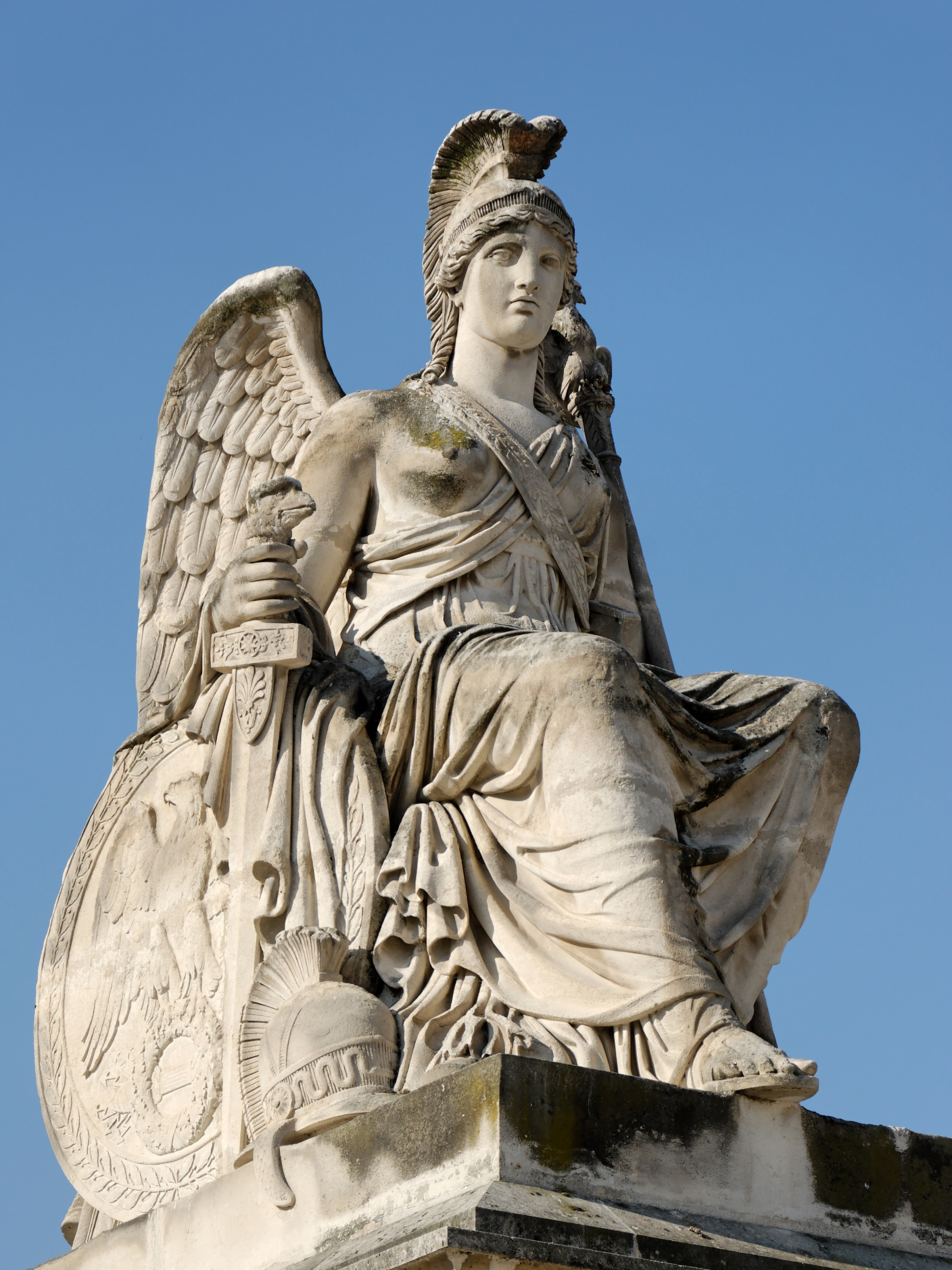
La Francia vittoriosa ai margini di Place du Carrousel

Morì nella sua casa parigina il 16 settembre 1843.

## Opere
- Bassorilievi della Colonna Vendôme: sulla parete sud, i trofei  di "fama e armi" sono di A.F. Gérard, (1806) da disegni di François Mazois e Benjamin Zix[3];
- Bassorilievi dell'Arco di Trionfo del Carrousel: queste figure inquadrano lo stemma dell'Italia sul rilievo della facciata est dell'Arco di Trionfo; Prudenza, Vittoria, Forza; i modelli in gesso, presentati al Salon del 1808, sono conservati al Louvre;
- Statue che accompagnano l'Arco di trionfo del Carrousel (1809): Francia vittoriosa[4], e La storia[5] poste sul parapetto della porta della corte principale del palazzo delle Tuileries (lato sud), assieme a due Vittorie di Pierre Petitot (lato nord). Vennero spostate, ma sono ancora visibili ai margini della Place du Carrousel, su entrambi i lati dell'asse reale, a differenza di quelle di Petitot che furono eliminate dopo l'incendio al Palazzo delle Tuileries;
- Decorazione esterna del Palazzo del Louvre; La Francia e la Carta, decorazione di un Oeil-de-bœuf dell'ala est della Cour Carré, (commissionata da Luigi XVIII, il modello in terracotta fu presentato al Salon del 1824)[6]; Forza e musica: decorazione di un œil-de-bœuf al centro dell'ala Lemercier della Cour Carrée[6];
- Cappella Espiatoria di Luigi XVI: a Parigi, piazza Luigi XVI, la cappella, in stile tardo neoclassico (fu realizzata tra il 1816 e il 1826) presenta due bassorilievi rappresentanti l'esumazione del Re e di Maria Antonietta dal cimitero della Madeleine; anche il frontone è di A. Gérard;
- Arco di Trionfo: bassorilievo di Attributi delle vittorie del sud (1830) sul pilastro sud dell'Arco; la scena indica le battaglie di Marengo, Rivoli, Arcole e Lodi;
- Due angeli inginocchiati in adorazione: in terracotta (h. 0,18 metri) opera conservata nel dipartimento di scultura del museo del Louvre; secondo le fonti, si tratta di bozzetti destinati al frontone della cappella espiatoria o a quello della chiesa della Madeleine;
- La carità: modellazione di un gruppo in terracotta (h. 0,22 metri), al musée des Beaux-arts di Angers;
- La scultura: bassorilievo della Fontana dell'Elefante della Bastiglia presentato al Salon del 1817; essendo stato modificato il progetto, questo lavoro non ebbe seguito;
- La città di Tours e La città di Limoges: due figure destinate all'incoronazione dell'Arco di Trionfo (Salone del 1833) non conservate.
- Due bassorilievi in cera attribuiti ad Antoine-François Gérard, Le Saute-mouton e Le Cerceau (Louvre, OA 6074, OA 6075). Ne esistono altri esemplari.